# Lista över världsrekord i friidrott satta 2007
Det här är en lista över världsrekord i friidrott satta 2007.

## Inomhus
| Idrottare                                                                             | Land     | Gren                | Rekord   | Tävling                   | Plats     | Datum            | Gällde till      |
| ------------------------------------------------------------------------------------- | -------- | ------------------- | -------- | ------------------------- | --------- | ---------------- | ---------------- |
| Tirunesh Dibaba                                                                       | Etiopien | 5000 meter kvinnor  | 14.27,42 | Reebok Indoor Games       | Boston    | 27 januari 2007  | 18 februari 2009 |
| Meseret Defar                                                                         | Etiopien | 3000 meter kvinnor  | 8.23,72  | Sparkassen Cup            | Stuttgart | 3 februari 2007  | 6 februari 2014  |
| Jelena Isinbajeva                                                                     | Ryssland | Stavhopp kvinnor    | 4,93     | Pole Vault Stars          | Donetsk   | 10 februari 2007 | 16 februari 2008 |
| Moskva oblast: Anna Balakshina, Nataliya Panteleeva, Anna Yemashova, Olesya Chumakova | Ryssland | 4x800 meter kvinnor | 8.18,54  | Ryska inomhusmästerskapen | Volgograd | 11 februari 2007 | 18 februari 2010 |

## Utomhus
| Idrottare            | Land          | Gren                          | Rekord   | Tävling                               | Plats   | Datum             | Gällde till                                                   |
| -------------------- | ------------- | ----------------------------- | -------- | ------------------------------------- | ------- | ----------------- | ------------------------------------------------------------- |
| Samuel Kamau Wanjiru | Kenya         | Halvmaraton män               | 58.33    | City-Pier-City Loop                   | Haag    | 17 mars 2007      | 21 mars 2010                                                  |
| Meseret Defar        | Etiopien      | 5000 meter kvinnor            | 14.16,63 | Bislett Games                         | Oslo    | 15 juni 2007      | 6 juni 2008                                                   |
| Haile Gebrselassie   | Etiopien      | 20 000 meter män              | 56.26,0  | Zlatá tretra                          | Ostrava | 27 juni 2007      | 1 november 2019                                               |
| Haile Gebrselassie   | Etiopien      | 1 timme män                   | 21 285   | Zlatá tretra                          | Ostrava | 27 juni 2007      | 4 september 2020                                              |
| Asafa Powell         | Jamaica       | 100 meter män                 | 9,74     | Rieti Meeting                         | Rieti   | 9 september 2007  | 31 maj 2008                                                   |
| Vladimir Kanajkin    | Ryssland      | 20 km gång män                | 1:17.16  | IAAF Race Walking Challenge Final     | Saransk | 29 september 2007 | 8 mars 2015                                                   |
| Haile Gebrselassie   | Etiopien      | Maraton män                   | 2:04.26  | Berlin Marathon                       | Berlin  | 30 september 2007 | 28 september 2008                                             |
| Lornah Kiplagat      | Nederländerna | 15 km kvinnor (ej mixat lopp) | 46.59    | IAAF World Road Running Championships | Udine   | 14 oktober 2007   | 1 november 2017                                               |
| Lornah Kiplagat      | Nederländerna | 20 km kvinnor                 | 1:02.57  | IAAF World Road Running Championships | Udine   | 14 oktober 2007   | 18 februari 2011 (mixat lopp) 1 november 2017 (ej mixat lopp) |
| Lornah Kiplagat      | Nederländerna | Halvmaraton kvinnor           | 1:06.25  | IAAF World Road Running Championships | Udine   | 14 oktober 2007   | 18 februari 2011 (mixat lopp) 24 mars 2018 (ej mixat lopp)    |

## U20-rekord
| Idrottare             | Land  | Gren                  | Rekord  | Tävling                              | Plats | Datum           | Gällde till     |
| --------------------- | ----- | --------------------- | ------- | ------------------------------------ | ----- | --------------- | --------------- |
| Ruth Bisibori Nyangau | Kenya | 3000 m hinder flickor | 9.25,25 | Världsmästerskapen                   | Osaka | 27 augusti 2007 | 3 oktober 2007  |
| Ruth Bisibori Nyangau | Kenya | 3000 m hinder flickor | 9.24,51 | Colorful Daegu Championships Meeting | Daegu | 3 oktober 2007  | 27 augusti 2010 |

## U20-inomhusrekord
Vid sin kongress 2011 beslutade IAAF att införa inomhusvärldsrekord för juniorer. De nya reglerna började gälla 1 november 2011. I samband med det publicerades en lista över tidigare prestationer som godkändes som de första rekorden.
| Idrottare         | Land    | Gren           | Rekord  | Tävling  | Plats     | Datum            | Gällde till      |
| ----------------- | ------- | -------------- | ------- | -------- | --------- | ---------------- | ---------------- |
| Belal Mansoor Ali | Bahrain | 1 500 m pojkar | 3.36,28 | GE-galan | Stockholm | 20 februari 2007 | 20 februari 2019 |